# Jerry Herman
Pour les articles homonymes, voir Herman.
Œuvres principales
- Hello, Dolly!
- Mame
- La Cage aux folles
Gerald Sheldon Herman, dit Jerry Herman, est un compositeur, lyriciste et pianiste américain né le 10 juillet 1931 à New York et mort le 26 décembre 2019 à Miami Beach.

## Biographie
Élevé à Jersey City (New Jersey) dans une famille juive de la classe moyenne, Jerry Herman fait ses études à l'université de Miami puis s'installe à New York. Il y sera principalement actif comme compositeur et lyriciste au théâtre. À Broadway, il travaille une première fois (pour des songs additionnels) sur la revue From A to Z (en) — à laquelle collabore également Woody Allen —, produite en 1960. Par la suite, il est surtout l'auteur de comédies musicales.
Trois d'entre elles connaissent un très grand succès, à commencer par Hello, Dolly!, mise en scène et chorégraphiée par Gower Champion, avec Carol Channing et David Burns, représentée 2 844 fois de janvier 1964 à décembre 1970. Mame, mise en scène par Gene Saks, avec Angela Lansbury et Beatrice Arthur, est jouée 1 508 fois de mai 1966 à janvier 1970. Enfin, La Cage aux folles (d'après la pièce éponyme de Jean Poiret), mise en scène par Arthur Laurents, avec Gene Barry et George Hearn, est donnée 1 761 fois d'août 1983 à novembre 1987.
Deux sont adaptées au cinéma, d'abord Hello, Dolly! de Gene Kelly en 1969 (avec Barbra Streisand et Walter Matthau), puis Mame de Gene Saks en 1974 (avec Lucille Ball et Beatrice Arthur). 
Durant sa carrière, Jerry Herman est honoré par diverses distinctions (voir détails ci-dessous), gagnant notamment deux Tony Awards de la meilleure comédie musicale, en 1964 pour Hello, Dolly! et en 1984 pour La Cage aux folles.
En outre, depuis 1994, une étoile lui est dédiée sur le Walk of Fame d'Hollywood Boulevard, pour sa contribution au théâtre.
Jerry Herman meurt le 26 décembre 2019 à Miami Beach en Floride.

## Théâtre musical
(créations à Broadway — reprises exclues —, comme compositeur et lyriciste)
- 1960 : From A to Z, revue, musique et lyrics de divers (dont Jerry Herman et Fred Ebb), sketches de divers (dont Woody Allen)
- 1961-1963 : Milk and Honey, comédie musicale, livret de Don Appell
- 1964-1965 : Ben Franklin in Paris, comédie musicale, musique de Mark Sandrich Jr., lyrics et livret de Sidney Michaels (musique et lyrics additionnels de Jerry Herman), mise en scène et chorégraphie de Michael Kidd, décors d'Oliver Smith
- 1964-1970 : Hello, Dolly!, comédie musicale, livret de Michael Stewart, mise en scène et chorégraphie de Gower Champion, décors d'Oliver Smith
- 1966-1970 : Mame, comédie musicale, livret de Jerome Lawrence et Robert E. Lee, mise en scène de Gene Saks
- 1969 : Dear World, comédie musicale, livret de Jerome Lawrence et Robert E. Lee, d'après la pièce La Folle de Chaillot de Jean Giraudoux, mise en scène et chorégraphie de Joe Layton, décors d'Oliver Smith
- 1974 : Mack & Mabel, comédie musicale, livret de Michael Stewart, mise en scène et chorégraphie de Gower Champion
- 1979 : The Grand Tour, comédie musicale, livret de Michael Stewart et Mark Bramble, d'après l'adaptation par S. N. Behrman du roman Jacobowsky und der Oberst (Jacobowsky and the Colonel) de Franz Werfel, mise en scène de Gerald Freedman, costumes de Theoni V. Aldredge
- 1980-1981 : A Day in Hollywood / A Night in the Ukraine, revue, musique de Frank Lazarus, lyrics et livret de Dick Vosburgh (musique et lyrics additionnels de Jerry Herman)
- 1983-1987 : La Cage aux folles (titre original), comédie musicale, livret d'Harvey Fierstein, d'après la pièce éponyme de Jean Poiret, mise en scène d'Arthur Laurents, costumes de Theoni V. Aldredge

- 1985-1986 : Jerry's Girls, revue

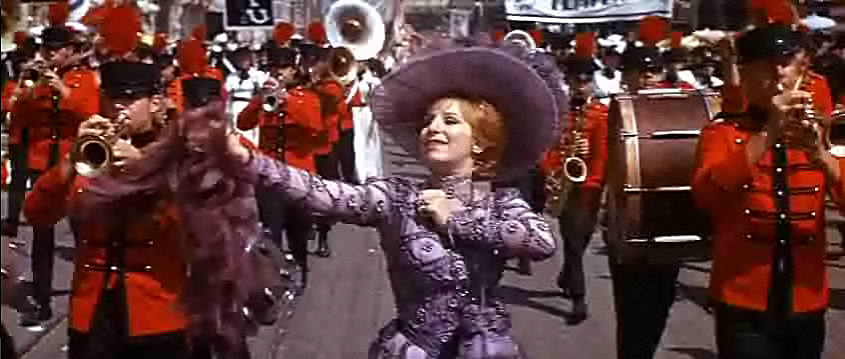
Barbra Streisand dans le film Hello, Dolly! (1969).

- 1998 : An Evening with Jerry Herman, revue (+ interprète au piano)

## Cinéma
- 1969 : Hello, Dolly! de Gene Kelly
- 1974 : Mame de Gene Saks

## Distinctions (sélection)

### Nominations
- Tony Awards :
  - 1962 : de la meilleure comédie musicale et du meilleur compositeur, pour Milk and Honey ;
  - 1966 : de la meilleure comédie musicale et du meilleur compositeur et lyriciste, pour Mame ;
  - 1979 : de la meilleure musique, pour The Grand Tour.
- Drama Desk Awards :
  - 1975 : de la meilleure musique (et lyrics), pour Mack & Mabel ;
  - 1984 : des meilleurs lyrics, pour La Cage aux folles.

### Récompenses
- Tony Awards :
  - 1964 : de la meilleure comédie musicale et du meilleur compositeur et lyriciste, pour Hello, Dolly! ;
  - 1984 : de la meilleure comédie musicale et de la meilleure musique, pour La Cage aux folles.
  - 2009 : Prix spécial pour l'ensemble de sa carrière.
- Drama Desk Award :
  - 1984 : de la meilleure musique, pour La Cage aux folles.
- 1987 : Lauréat du Songwriters Hall of Fame.